# Bárcena Mayor
Bárcena  la Mayor es una localidad del municipio de Los Tojos (Cantabria, España). Se encuentra situado a 495 metros de altura en el valle del río Argoza y cuenta con una población de 57 habitantes (INE, año 2024), de los que 7 viven diseminados.

## Historia
En la Edad Media se cita al valle de Cabuérniga, entonces denominado como Kaornega, como entidad territorial. En el siglo IX esta zona fue afectada por un proceso de repoblación, creándose pequeños núcleos en torno a monasterios que eran señores sobre sus tierras y sobre sus habitantes. La iglesia de Santa Águeda de Bárcena Mayor dependía del monasterio de Santa María de Yermo. En 1168 Alfonso VIII cede la propiedad de la iglesia al monasterio de Cardeña. Poco a poco, las posesiones de estos monasterios van pasando a ser propiedad de los grandes señores feudales. El Concejo de Los Tojos, constituido por aldeas del valle como Correpoco, Colsa y Bárcena Mayor, que eran tierra de behetría (en las que los habitantes elegían libremente a su señor), caería en manos de la Casa de la Vega. Durante siglos Bárcena Mayor dependió de los duques del Infantado y, a principios del siglo XIX, formó su propio Ayuntamiento, integrándose después en Los Tojos.
Se dice que es el pueblo más antiguo de Cantabria, aunque otros lo niegan rotundamente.

## Patrimonio histórico
El pueblo es un conjunto homogéneo y bien conservado de arquitectura montañesa, lo que le valió su declaración como conjunto histórico-artístico en 1979.
En la década de los noventa se acondicionó el pueblo para el turismo, con lo que perdió parte de su personalidad. En esa época se arregló la carretera comarcal que llega hasta el pueblo, se hizo un aparcamiento en el exterior y se convirtió el casco en peatonal.
Está catalogado como Uno de Los Pueblos Más Bonitos de España desde el año 2015 y pertenece desde entonces a la asociación homónima.

## Parajes
El entorno natural próximo es de gran interés, pudiendo encontrarse buenos bosques de robles y hayas. El pueblo se encuentra en el interior de la Reserva Nacional de Caza del Saja y es el único núcleo habitado que se encuentra dentro de los límites del parque natural de Saja-Besaya. Bárcena Mayor es una de las poblaciones desde las que se puede ascender al Alto Abedules, montaña de 1410 m s. n. m., en la divisoria entre el río Fuentes y el río Queriendo.

## Demografía
| 2000 | 2001 | 2002 | 2003 | 2004 | 2005 | 2006 | 2007 | 2008 | 2009 |
| ---- | ---- | ---- | ---- | ---- | ---- | ---- | ---- | ---- | ---- |
| 72   | 69   | 77   | 83   | 80   | 78   | 75   | 82   | 81   | 84   |

Fuente: INE

## Premios a la localidad
La localidad de Bárcena Mayor fue galardonada con el Premio Pueblo de Cantabria en 2025, después de haberse presentada cinco veces y haber obtenido accésits dos años distintos: 2023 y 2024.

| Predecesor: San Martín | Premio Pueblo de Cantabria 2025 | Sucesor: Último ganador |